# SK Dinamo Tbilisi
O FC Dínamo Tbilisi (em georgiano:  დინამო თბილისი) é um dos principais clubes de futebol da Geórgia, com sede na cidade de Tbilisi. Suas cores são azul e branco.

## História
O Dínamo Tbilisi foi fundado em 1925. Foi o único clube do país a ter ganho o campeonato soviético, e por duas vezes, em 1964 e 1978. Não raro ocorria nos jogos em seus domínios manifestações nacionalistas georgianas, quando o país fazia parte da URSS.
Foi o clube onde dois de seus jogadores (únicos georgianos a disputarem Copas do Mundo pela URSS) se tornaram capitães da Seleção Soviética: Murtaz Khurtsilava (que jogou as Copas do Mundo de 1966 e 1970) e Aleksandre Chivadze (dos mundiais de 1982 e 1986). Em 1980, liderado por Davit Kipiani, chegou a dar trabalho ao time do Flamengo na semifinal do Troféu Ramón de Carranza.

## O auge
Ao lado do ucraniano Dínamo de Kiev, foi o único clube soviético a ter ganho um campeonato europeu - ambos conquistaram a Taça das Taças, o segundo torneio europeu em importância até a sua última edição. O Dínamo Tbilisi a venceu em 1981, título que possibilitou que 4 jogadores georgianos disputassem a Copa do Mundo do ano seguinte: além de Chivadze, Tengiz Sulakvelidze, Vitali Daraseliya e Ramaz Shengeliya. 
Desde a independência da Geórgia, conquistou treze edições da Erovnuli Liga e participou três vezes da fase de grupos da Liga dos Campeões da UEFA (1980-81, 1981-82 e 1993-94) em 1980-81 o clube chegou até as Quartas de Final e se tornando o primeiro e único clube da região de Cáucaso há chegar, não só na fase de grupos, mas no mata-mata da Liga dos Campeões da UEFA, sendo eliminado pelo Liverpool pelo placar agregado de 2-0

## Estádio[4]
O estádio do Dínamo foi construido em 1976, após 10 anos de construção. Um grande grupo de arquitetos, sob a supervisão do famoso especialista georgiano Gia Kurdiani, trabalhou no projeto.
Atualmente, o Estádio Boris Paichadze (rebatizado Dinamo Arena) possui capacidade para acolher 53.279 torcedores.

## Elenco atual
Última atualização: 28 de maio de 2025.

## Uniformes
- Uniforme titular: Camisa azul-marinho, calção branco e meias brancas;
- Uniforme reserva: Camisa branca, calção azul-marinho e meias azul-marinho;
- Terceiro uniforme: Camisa vermelha, calção vermelho e meias vermelhas.

## Técnicos
- 1964–1965:  Gavril Kachalin
- 1966:  Alexander Kotrikadze
- 1967–1968:  Vladimyr Sovolev
- 1971–1972:  Gavril Kachalin
- 1973:  Alexander Kotrikadze
- 1974:  Givi Chokheli
- 1974–1975:  Mikheil Iakushin
- 1976–1983:  Nodar Akhalkatsi
- 1984–1985:  David Kipiani
- 1985–1986:  Nodar Akhalkatsi
- 1987–1988:  Kakhi Asatiani
- 1988:  Germann Zonin
- 1988–1991:  David Kipiani
- 1992:  Revaz Dzodzuashvili
- 1992–1994:  Givi Nodia
- 1994:  Temur Chkhaidze
- 1994–1995:  Sergo Kutivadze
- 1995:  Vaja Jvania
- 1996–1997:  David Kipiani
- 1998:  Nodar Akobia
- 1998–1999:  Murtaz Khurtsilava
- 1998:  Johan Boskamp
- 1999:  Gia Geguchadze
- 1999–2000: Otar Korghalidze
- 2000:  Jemal Chimakadze
- 2000–2001:  Revaz Arveladze
- 2001:  Gocha Tkebuchava
- 2001:  Givi Nodia
- 2002–2004:  Ivo Šušak
- 2004–2005:  Gia Geguchadze
- 2005–2006:  Kakhaber Tskhadadze
- 2006:  Andrey Chernyshov
- 2006:  Kakha Kacharava
- 2006–2008:  Dušan Uhrin
- 2008–2009:  Rainer Zobel
- 2009–2011:  Kakha Kacharava
- 2011–2012:  Álex García
- Janeiro a abril de 2012:  Giorgi Devdariani
- Abril a junho de 2012:  Nestor Mumladze
- Junho de 2012–2013:  Dušan Uhrin, Jr
- 2013–2014:  Malkhaz Zhvania
- 2014:  Michal Bílek
- 2014–2015:  Kakhaber Gogichaishvili
- 2015–2016:  Gia Geguchadze
- 2016–até hoje:  Juraj Jarábek

## Títulos[6]

### Internacionais
Recopa Europeia da UEFA 1 1980/81

### Nacional
- Umaglesi Liga (Campeonato Georgiano): (19)[7]
  - 1992, 1993, 1994, 1995, 1996, 1997, 1998, 1999, 2003, 2005, 2008, 2013, 2014, 2016, 2019, 2020, 2022.
- Copa Davi Kipiani (Copa da Geórgia): (11)[8]
  - 1992, 1993, 1994, 1995, 1996, 1997, 2003, 2004, 2008-09, 2012-13 e 2013-14.

- Super Copa da Geórgia: (6)[9]
  - 1996-97, 1997-98, 1999-00, 2005-06, 2008-09 e 2014-15.

- Campeonato Soviético: (2)
  - 1964 e 1978.
- Copa da União Soviética: (2)
  - 1976 e 1979.